# 深緑夏代
深緑 夏代（ふかみどり なつよ、1921年9月24日 - 2009年8月31日）は、京城（現在のソウル）出身のシャンソン歌手、音楽講師。元宝塚歌劇団雪組主演娘役の宝塚歌劇団卒業生。
本名は多田 玲子（ただ れいこ）で、愛称はターコさん、タマコさん、ターコ先生など。

## 略歴
- 1921年（大正10年）9月24日、七人姉弟の長女として誕生。
- 1934年（昭和9年）、日本へ単身帰国し、対馬高等女学校（現・長崎県立対馬高等学校）へ入学[1]。
- 1935年（昭和10年）、宝塚音楽学校へ転学し、同時に入団。宝塚歌劇団25期生。宝塚入団時の成績は104人中56位[3]。
- 1936年（昭和11年）、父親が命名した深緑夏子の芸名[1][4]で、初舞台『バービーの結婚』に出演[2]。
- 1944年（昭和19年）、宝塚歌劇団在団中に第13回日本音楽コンクール声楽部門にて最高位（2位）に入賞（1位は該当者なし）[5][6]。
- 1946年（昭和21年）、宝塚歌劇団戦後再開第1回公演「カルメン」に、春日野八千代の相手役に抜擢され初主演[6]。また、朝比奈隆の推薦で、関西オペラ「カルメン」でも同じくカルメン役。藤原義江や砂原美智子らと競演し、盛況を博す。
- 1947年（昭和22年）1月、花組公演「ファイン・ロマンス」で越路吹雪と初めてコンビを組む。以後名コンビとして、1951年に越路が退団するまで多数の作品に主演。
- 1952年（昭和27年）6月、雪組公演「シャンソン・ド・パリ」にて『枯葉』『ラ・セーヌ』などのシャンソンを日本で初めて歌い、大盛況を博し、後のシャンソンブームの火付け役となる[1]。
- 1955年（昭和30年）、宝塚を退団[6]。シャンソン歌手として本格的に活動を開始。翌年には6か月間パリへ滞在、見聞を広め帰国。
- 1957年（昭和32年）、東京・ヤマハホールで初のリサイタル開催。以後毎年リサイタルを開催。
- 1966年（昭和41年）4月、宝塚歌劇団のシャンソン講師に就任（～1977年3月まで）。この時の教え子に安奈淳、鳳蘭、麻実れい、大地真央、黒木瞳、榛名由梨などがいる。
- 1976年（昭和51年）、宝塚歌劇団に入団した夏美よう（元星組・花組組長）の芸名の名付け親になる。
- 1980年（昭和55年）、朝日カルチャーセンターでシャンソン教室を開催。以後各地にクラスを持ち、指導を続けた。
- 1994年（平成6年）、秋の叙勲にて、勲四等瑞宝章を受章[7]。
- 1999年（平成11年）、初めて大病（胃癌）を患うも無事回復し、その後も精力的に活動を続けた[6]。
- 2009年（平成21年）8月31日、肺炎のため逝去[6]。1月に複数の公演を行った後に体調を崩し療養中だった。
- 2014年（平成26年）、古巣・宝塚歌劇団創立100周年記念で創立された『宝塚歌劇の殿堂』の最初の100人の一人として殿堂入り[8][9]。

## 宝塚時代の主な舞台

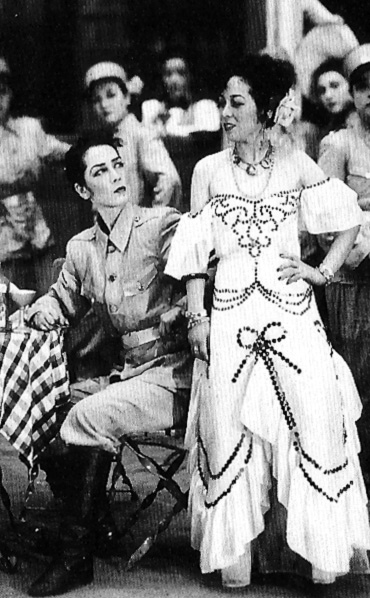
1948年『再び君が胸に』（右の女役が深緑。左は越路吹雪）

- 『カルメン』（雪組、1946年4月22日 - 5月30日、宝塚大劇場）
- 『ファイン・ロマンス』（花組、1947年1月1日 - 1月30日、宝塚大劇場）
- 『再び君が胸に』（花組、1948年7月1日 - 7月30日、宝塚大劇場）
- 関西オペラ公演『カルメン』（1950年11月3日 -  5日、大阪朝日会館）※多田玲子名義での出演
- 『宝塚おどり』（花組・星組合同、1950年12月1日 - 12月28日、宝塚大劇場）
- 『南十字星は輝く』（雪組、1951年7月1日 - 7月30日、宝塚大劇場）
- 『花の風土記』（星組、1951年12月1日 - 12月20日、宝塚大劇場）
- 『シャンソン・ド・パリ』（雪組、1952年6月1日 - 6月29日、宝塚大劇場）
- 『シャンソン・ド・パリ』（花組、1952年7月1日 - 7月30日、宝塚大劇場）
- 『春の踊り』（星組、1954年4月1日 - 4月29日、宝塚大劇場）

## 人物・逸話
- 日本のシャンソン界の大御所中の大御所であり、宝塚歌劇団最長老OG、日本最高齢歌手のひとりであった。
- 宝塚やカルチャースクールで教えた生徒の数はゆうに一万人を超えるといわれている。
- シャンソン教室には、後の月組トップスター古城都も通っていた。(古城談)
- 1960年、当時立教大学の学生だったなかにし礼の才能を見抜き、シャンソンの訳詞を依頼。なかにしの作詞家生活の第一歩を作った。なかにし自身は深緑からたくさんのことを教わったことを語っている[10]。その当時を回想し、なかにしは「あの頃が無かったら作詞家としての自分は無い」「あの時は沢山アルバイト代を頂いて…一番裕福な時期でした」と語っている。深緑が亡くなるまで親交は続き、葬儀では弔辞も述べた[10]。